# Impatiens phoenicea
Impatiens phoenicea är en balsaminväxtart som beskrevs av Richard Henry Beddome. Impatiens phoenicea ingår i släktet balsaminer, och familjen balsaminväxter. Inga underarter finns listade i Catalogue of Life.